# Cseberből vederbe (Lost)

## Cselekmény
|  | Alább a cselekmény részletei következnek! |

Az epizód elején Johnt láthatjuk, amint felkel, és reggelit készít Bennek, akit a saját házának pincéjében tart fogva (ahol annak idején Cooper is raboskodott). Odaadja az ételt a fogolynak, még egy könyvet is mellékel hozzá, hogy legyen mivel elütni az időt. Ben evés közben beszélni kezd, Miles felől érdeklődik. Locke nem felel, inkább ő szeretne válaszokat kapni az újoncokról. Benjamin közli, együtt érez fogva tartójával, hiszen mindketten mindig nehézségekbe ütköznek (mint például Jacob felkutatása), s John éppen ezért kér kétségbeesésében tanácsot tőle. Ben szerint ugyanott tartanak, ahol régebben, csak most máshol van bezárva. Locke közli, tudja, mire megy ki a játék, de ezúttal nem fog bedőlni. Linus velősen gratulál a fejlődéshez, erre a kopasz felkapja a tálcát, és kimegy a folyosóra, hogy a falra kenje a reggelit. Kate és Claire látják a dühös Johnt, aki feldúlva elsiet a házából, de nem tudják, mire véljék az esetet. Majd feltűnik Sawyer, s Claire bemegy a házba, hogy Kate négyszemközt tudjon beszélni a férfivel. Mikor James megemlíti a terhességet, a lány hazaküldi őt.
„Flashforward Az első flash-forward során láthatjuk, amint Kate az ügyvédjével kiszáll a kocsiból, és újságírók, riporterek tömegén vágják át magukat, hogy bejussanak a bíróságra. A tárgyalás elkezdődik, a vádak felsorolása után megkérdezik Kate-t, hogy bűnösnek vallja-e magát. A nő nemet mond, amit kisebb fajta zúgolódás követ a teremben. Az állam javasolja, hogy vegyék őrizetbe a vádlottat, mert szökést kísérelhet meg. Az ügyvéd hiába tiltakozik, hogy védence nem tudna menekülni ismertsége miatt, a bíró elrendeli az őrizetet.”
A parton Jin és Sun azon vitatkoznak, hogy hol telepedjenek le, miután kijutnak a szigetről, ugyanis a férfi Amerikában szeretne élni, de felesége vissza akar menni Koreába. Közben megérkezik Jack a megmentők társaságában, akiket be is mutat a túlélőknek, és elmondja, hogy Sayid és Desmond elrepültek a hajóra, hogy előkészítsék a mentést. Ezt az állítást Dan részéről egy furcsa fejmozdulat követi. Sun kérdésére válaszolva a doki elmondja, hogy Kate a faluban maradt.
Kate felkeresi Johnt, mert beszélni szeretne Miles-szal. Locke nem engedi, mert szerinte a faluban nem a Jack-féle demokrácia uralkodik, de nem is diktatúra. Majd búcsúzóul meghívja a lányt a közös vacsorájukra. Kate meglátja Hugot, aki éppen ételt visz Straumnak. Ez remek alkalomnak kínálkozik, a nő egy kis hazugsággal kiszedi Hurleyből, hogy hol tartják fogva a szelleműzőt. A milliomosnak leesik a tantusz, és megkérte Austint, hogy ne mondja el Locke-nak, hogy tőle tudta meg. Kate ezután elmegy a csónakházhoz, hogy kikérdezze Milest, mit tud róla. A férfi csak akkor hajlandó társalogni, ha előtte ő is beszélhet Bennel.
„Flashforward Az ügyvéd meglátogatja Kate-t a fogdában. Szerinte egy lehetőség létezik arra, hogy elkerüljék az életfogytiglanit, amit a nő valószínűleg kapni fog. Ez pedig az, hogy a jellemére, karakterére hívják fel a figyelmet, nem pedig a bűneire. Ebbe Austin bele is egyezik, de ekkor a védője felhozza, hogy ehhez viszont be kell vonniuk valakit a perbe, aki szimpátiát ébreszthet a bíróságban. Kate felháborodik, és leszögezi, hogy a fia nem vehet részt az eljárásban.”
A parton Jack próbálja hívni a hajót, de ők nem válaszolnak. Sun felveti, lehet, hogy Johnnak volt igaza, és az állítólagos megmentőik bántani akarják őket. A doki ezt a felvetést elveti, mert szerinte Locke nem tudja, mit csinál. A koreai visszakérdez, hogy akkor Kate miért maradt a kopasszal?
Eközben a faluban Claire Kate társaságában teregeti a ruhákat. Austin érdeklődik Ben holléte felől, s meg is tudja, hogy John pincéjében van. Aaron sírni kezd, de Kate nem akarja felvenni, szerinte ő nem bánik jól a gyerekekkel, ezért inkább az anyára hagyja a feladatot.
„Flashforward Újra a tárgyaláson vagyunk, ahol a védelem tanúként megidézte Jacket. A bíró az ügyész tiltakozása ellenére elfogadja a tanút, hiszen a zuhanás előtt nem ismerte a vádlottat, így megismerhetik Austin jellemét. Shephard megesküszik, hogy csak az igazat mondja, majd az ügyvéd elkezdi kérdezgetni Kate személyéről. A doki elmondja, hogy csak 8-an élték túl a zuhanást, őket is a nő mentette meg, ő ápolta, gondozta őket. A kérdésre, hogy tudott-e a katasztrófa előtt Austin múltjáról, a tanú azt feleli, hogy nem, de Kate elmondta neki. A vádlott megelégeli a hazudozást, de a bíró rendre inti őt. Az ügyvéd is leül, az ügyész pedig felteszi a kérdését Jacknek, hogy szerelmes-e Austinba? A doki egy kis gondolkodás után elmondja, hogy már nem.”
A szigeten leszáll az est, Sawyer olvasna, Hurley pedig filmet nézne. Vitájukat Kate zavarja meg, aki négyszemközt akar beszélni a férfivel. James átlát a szitán, tudja, hogy Szeplőske csak azért kereste fel, hogy kihasználja. A lány felfedi, hogy ki akarja szabadítani Bent, és ehhez szüksége lesz némi segítségre. Sawyer átmegy Johnhoz, és egy rövid Backgammon közben elbeszélgetnek arról, hogy a túlélők jól döntöttek-e, hogy elmentek a faluba? Ford helyesel, de Kate esetében bizonytalan, ezért elmondja a kopasznak, hogy mire kérte őt Austin. John szerint nem tudja véghezvinni a tervét, hiszen nem tudja, hol tartják Milest, James viszont közli, hogy Hugo kikotyogta a titkot. Locke magához veszi kését, pisztolyát és elemlámpáját, majd Sawyer társaságában a csónakházhoz rohan. Straum azonban már nincs ott, Kate kiszabadította, s bejutottak a pincébe. Egy pisztollyal kinyitják az ajtót, majd Miles és Ben beszélni kezdenek egymással. Az újonc felajánlja Benjaminnak, hogy halottnak állítja be őt a megbízói előtt, ha cserébe kap 3,2 millió dollárt 2 napon belül. Linus kevesli az időt, ezért 7 napot kap, hogy készpénzben fizessen. Az 1 perc leteltével Kate kiparancsolja Milest, majd megkérdezi, hogy miket tudnak róla. A férfi elmondja, hogy elolvasták az aktáját, így ismerik a múltját, éppen ezért érdemesebb lenne a szigeten maradnia. A lány kivonszolná a foglyát a házból, de szembetalálja magát a John-Sawyer párossal. A kopasz hazaparancsolja a nőt, majd később fel is keresi őt, hogy megtudja, miről beszélgettek a foglyok. Austin elmondja neki, ezután Locke tudatja vele, hogy már nem látják szívesen a táborban, ezért reggelre el kell hagynia a falut.
„Flashforward A következő jövőbéli jelenetben láthatjuk, amint Kate kap pár percet, hogy négyszemközt beszélgessen súlyosan beteg anyjával, akinek orvosai szerint már nincs sok hátra. A lánya viszont nem akar vele társalogni, mert még mindig haragszik rá amiatt, hogy legutóbbi látogatásakor ráhívta a rendőröket. Az anya könnyező szemekkel mondja, hogy nem akar Kate ellen tanúskodni, de őt ez nem hatja meg. S mikor Diane közli, hogy szeretné látni az unokáját, a lány nem bírja tovább, s meggyanúsítja anyját, hogy egyezséget akar kötni. Végül Austin az ajtóhoz megy, és kikiabál, hogy végeztek.”
Kate átmegy Sawyer házába, majd leül a félmeztelen férfi mellé az ágyra, és elmondja, hogy John száműzte őt. James nem akarja, hogy szerelme elmenjen, ezért felajánlja neki a házát, valamint a védelmét. Eztán elcsattan egy csók, majd következik az ágyjelenet.
A parton Dan és Charlotte egyfajta memóriakártyát játszanak, mikor odamegy hozzájuk Jack és Juliet. Elpanaszolják megmentőiknek, hogy egész nap próbálták elérni a hajót, de senki sem vette fel a telefont. Charlotte elmondja, hogy van egy vonal, amit vészhelyzet esetére használnak. Tárcsázza a számot, majd kihangosítva az eszközt érdeklődik Reginától, hogy Des és Sayid jól vannak-e? Regina nem tud semmiféle emberekről, akik a szigetről érkeztek volna. Charlotte közli, hogy Frank vitte el őket még előző este a helikopterrel, de a hajón lévő furcsállja a helyzetet, hiszen nem érkezett meg a légi jármű.
John napfelkelte után meglátogatja a csónakházban a kikötözött Milest, aki egyből magyarázkodni kezdene, de Locke félbeszakítja. Elővesz egy kézigránátot, kibiztosítja, majd a férfi szájába teszi, mintegy szabályszegés büntetéseként. Közben bemutatkozik, ő a sziget védelmezője. A gránátot úgy helyezi a rémülettől remegő, verejtékező Straum fogai közé, hogy azok biztosítókart összenyomják. A kopasz meggyőződése, hogy előbb-utóbb a férfi beszélni fog, de addig is a fegyver a szájában marad.
Eközben Kate is felébred Sawyer mellett, aki szívesen megismételné az este történteket. A lány viszont kibújik az öleléséből, és ezt a férfi úgy értelmezi, hogy még mindig fél az esetleges terhességtől. A nő elmondja, hogy nem terhes, erre James örömujjongásban tör ki, hiszen neki nem kellene gyerek, nem tudna vele mit kezdeni. Kate búcsúzkodna, erre Ford azt mondja, hogy azzal az okkal távozik tőle, hogy nem akar gyereket. De Sawyer azzal vigasztalja magát, hogy Szeplőske egy hét múlva úgyis visszatér hozzá, mert valamiért biztos megsértődik Jackre. A lánynál betelik a pohár, lekever egyet a férfinek, majd kilép a szobából.
„Flashforward A bíróságon közben zajlik az élet, az ügyész közli a bíróval, hogy a koronatanú, Diane egészségügyi okokból nem tud tanúskodni. A bíró engedélyez egy kis ebédszünetet, hogy az ügyész, az ügyvéd, és a vádlott megbeszélhessék, mi legyen. Az ügyésznő először 4 év börtönt ajánl, de az ügyvéd végül meggyőzi őt, hogy Kate egy világhírű sztár, nem érdemel ilyen büntetést. Az állam képviselője beleegyezik, hogy az ítélet 10 év legyen feltételes szabadlábon, azzal a feltétellel, hogy a vádlott nem hagyhatja el az államot. A védő nem egyezik bele, de Kate közbeszól. Ő elfogadja az ajánlatot, hiszen van egy kisfia, nem utazna sehova. A tárgyalás után a lány kisétál a garázsba, ahol már várja egy taxi. Hirtelen megjelenik Jack. Austin köszönetet mond neki a hazugságért, de a doki közli, hogy amit mondott, nem gondolta komolyan. A nő meghívja régi barátját egy látogatásra, de az nem egyezik bele, viszont egy kávéra szívesen elmenne. Kate tudatja Jackkel, hogy tudja, miért nem akarja meglátogatni a gyereket, és amíg el nem megy hozzájuk, addig nem lesz semmilyen kávézás. Ezután beszáll a taxiba, ami hazaviszi. Otthon már várja egy barátnője, aki nagyon megörül a lány visszatérésének. Elmondja, hogy a gyerek odafent van, nemrég aludt el. Kate felmegy a gyerekszobába, ahol egy 3-4 év körüli szőke kisfiú ébredezik. A poronty meglátja anyját, és köszön neki: „Szia, mami!”. A nő pedig felveszi fiát, és visszaköszön neki: „Szia, Aaron!”